# Liste der Nummer-eins-Hits in Italien (1991)
Diese Liste der Nummer-eins-Hits in Italien basiert auf den Charts des italienischen Musikmagazins Musica e dischi im Jahr 1991. Es gab in diesem Jahr zehn Nummer-eins-Singles und zehn Nummer-eins-Alben.

## Singles
| ← 1990 ← | Liste der Nummer-eins-Hits in Italien (M&D) | Liste der Nummer-eins-Hits in Italien (M&D) | Liste der Nummer-eins-Hits in Italien (M&D)                                                 | 1992 → |
| \| Zeitraum \| Wo. ges. \| Interpret \| Titel Autor(en) \| Zusätzliche Informationen \| \| (Zeitraum, Wochen auf Platz eins, Interpret, Titel, Autor[en], zusätzliche Informationen) \| \| \| \| \| \| ----------------------------------------------------------------------------------------- \| -------- \| ------------------ \| ------------------------------------------------------------------------------------------- \| ------------------------------------------------------------------------------------------------------------------------ \| \| 52. Woche 1990 – 2. Woche 1991 3 Wochen (insgesamt 5) \| 5 \| Londonbeat \| I’ve Been Thinking About You Jimmy Helms, Jimmy Chambers, George Chandler, William Henshall \| – \| \| 3.–4. Woche 2 Wochen \| 2 \| Lucio Dalla[1] \| Attenti al lupo Rosalino Cellamare \| Die auch in der Remix-Version von DJ Lelewel veröffentlichte Single brachte dem Cantautore einen Nummer-eins-Erfolg ein. \| \| 5.–9. Woche 5 Wochen \| 5 \| Enigma \| Sadeness (Part I) Curly M.C., F. Gregorian, David Fairstein \| Der Debütsingle des rumänisch-deutschen Musikprojekts gelang ein Skandalerfolg. \| \| 10.–11. Woche 2 Wochen \| 2 \| Riccardo Cocciante \| Se stiamo insieme Riccardo Cocciante, Mogol \| Das Lied stieg nach dem Sieg beim Sanremo-Festival 1991 direkt auf Platz eins ein. \| \| 12.–22. Woche 11 Wochen \| 11 \| Marco Masini \| Perché lo fai Giancarlo Bigazzi, Mario Manzani, Marco Masini \| Auch der Sanremo-Drittplatzierte konnte die Spitze der Charts erreichen. \| \| 23.–24. Woche 2 Wochen \| 2 \| Simple Minds \| Let There Be Love Charlie Burchill, Jim Kerr \| – \| \| 25.–35. Woche 11 Wochen \| 11 \| Crystal Waters \| Gypsy Woman Neal Conway, Crystal Waters, Nathaniel S. Hardy Jr. \| Mit ihrer Debütsingle erreichte die US-amerikanische House-Sängerin in diversen Ländern Platz eins. \| \| 36.–43. Woche 8 Wochen \| 8 \| Claudio Bisio \| Rapput Claudio Bisio, Sergio Conforti \| – \| \| 44.–48. Woche 5 Wochen \| 5 \| U2 \| The Fly U2 \| – \| \| 49. Woche 1991 – 1. Woche 1992 5 Wochen \| 5 \| Michael Jackson \| Black or White Michael Jackson, Bill Bottrell \| – \| |                                             |                                             |                                                                                             | |
| ← 1990 |                                             |                                             |                                                                                             | → 1992 → |
| Zeitraum | Wo. ges.                                    | Interpret                                   | Titel Autor(en)                                                                             | Zusätzliche Informationen                                                                                                |
| (Zeitraum, Wochen auf Platz eins, Interpret, Titel, Autor[en], zusätzliche Informationen) |                                             |                                             |                                                                                             | |
| 52. Woche 1990 – 2. Woche 1991 3 Wochen (insgesamt 5) | 5                                           | Londonbeat                                  | I’ve Been Thinking About You Jimmy Helms, Jimmy Chambers, George Chandler, William Henshall | – |
| 3.–4. Woche 2 Wochen | 2                                           | Lucio Dalla                                 | Attenti al lupo Rosalino Cellamare                                                          | Die auch in der Remix-Version von DJ Lelewel veröffentlichte Single brachte dem Cantautore einen Nummer-eins-Erfolg ein. |
| 5.–9. Woche 5 Wochen | 5                                           | Enigma                                      | Sadeness (Part I) Curly M.C., F. Gregorian, David Fairstein                                 | Der Debütsingle des rumänisch-deutschen Musikprojekts gelang ein Skandalerfolg.                                          |
| 10.–11. Woche 2 Wochen | 2                                           | Riccardo Cocciante                          | Se stiamo insieme Riccardo Cocciante, Mogol                                                 | Das Lied stieg nach dem Sieg beim Sanremo-Festival 1991 direkt auf Platz eins ein.                                       |
| 12.–22. Woche 11 Wochen | 11                                          | Marco Masini                                | Perché lo fai Giancarlo Bigazzi, Mario Manzani, Marco Masini                                | Auch der Sanremo-Drittplatzierte konnte die Spitze der Charts erreichen.                                                 |
| 23.–24. Woche 2 Wochen | 2                                           | Simple Minds                                | Let There Be Love Charlie Burchill, Jim Kerr                                                | – |
| 25.–35. Woche 11 Wochen | 11                                          | Crystal Waters                              | Gypsy Woman Neal Conway, Crystal Waters, Nathaniel S. Hardy Jr.                             | Mit ihrer Debütsingle erreichte die US-amerikanische House-Sängerin in diversen Ländern Platz eins.                      |
| 36.–43. Woche 8 Wochen | 8                                           | Claudio Bisio                               | Rapput Claudio Bisio, Sergio Conforti                                                       | – |
| 44.–48. Woche 5 Wochen | 5                                           | U2                                          | The Fly U2                                                                                  | – |
| 49. Woche 1991 – 1. Woche 1992 5 Wochen | 5                                           | Michael Jackson                             | Black or White Michael Jackson, Bill Bottrell                                               | – |

## Alben
| ← 1990 ← | Liste der Nummer-eins-Alben in Italien (M&D) | Liste der Nummer-eins-Alben in Italien (M&D) | Liste der Nummer-eins-Alben in Italien (M&D) | 1992 → |
| \| Zeitraum \| Wo. ges. \| Interpret \| Titel \| Zusätzliche Informationen \| \| (Zeitraum, Wochen auf Platz eins, Interpret, Titel, zusätzliche Informationen) \| \| \| \| \| \| ------------------------------------------------------------------------------ \| -------- \| ------------------ \| --------------------------- \| ------------------------------------------------------------------------------------------------------------------------------------------------------------------ \| \| 1. Woche 1 Woche \| 1 \| Elton John \| The Very Best of Elton John \| – \| \| 2.–5. Woche 4 Wochen (insgesamt 14) \| 14 \| Lucio Dalla \| Cambio \| – \| \| 6.–7. Woche 2 Wochen \| 2 \| Sting \| The Soul Cages \| – \| \| 8.–9. Woche 2 Wochen \| 2 \| Queen \| Innuendo \| – \| \| 10.–22. Woche 13 Wochen \| 13 \| Marco Masini \| Malinconoia \| Mit Malinconoia konnte Masini – nach Platz drei der Single Perché lo fai beim Sanremo-Festival – beim Wettbewerb Festivalbar in der Albenkategorie den Sieg holen. \| \| 23.–26. Woche 4 Wochen (insgesamt 10) \| 10 \| R.E.M. \| Out of Time \| – \| \| 27. Woche 1 Woche (insgesamt 5) \| 5 \| Gino Paoli \| Matto come un gatto \| – \| \| 28.–29. Woche 2 Wochen (insgesamt 10) \| 10 \| R.E.M. \| Out of Time \| – \| \| 30.–33. Woche 4 Wochen (insgesamt 5) \| 5 \| Gino Paoli \| Matto come un gatto \| – \| \| 34.–37. Woche 4 Wochen \| 4 \| R.E.M. \| Out of Time \| – \| \| 38.–40. Woche 3 Wochen \| 3 \| Dire Straits \| On Every Street \| – \| \| 41.–47. Woche 7 Wochen \| 7 \| Antonello Venditti \| Benvenuti in paradiso \| – \| \| 48. Woche 1991 – 6. Woche 1992 11 Wochen (insgesamt 12) \| 12 \| Queen \| Greatest Hits II \| – \| |                                              |                                              |                                              | |
| ← 1990 |                                              |                                              |                                              | → 1992 → |
| Zeitraum | Wo. ges.                                     | Interpret                                    | Titel                                        | Zusätzliche Informationen |
| (Zeitraum, Wochen auf Platz eins, Interpret, Titel, zusätzliche Informationen) |                                              |                                              |                                              | |
| 1. Woche 1 Woche | 1                                            | Elton John                                   | The Very Best of Elton John                  | – |
| 2.–5. Woche 4 Wochen (insgesamt 14) | 14                                           | Lucio Dalla                                  | Cambio                                       | – |
| 6.–7. Woche 2 Wochen | 2                                            | Sting                                        | The Soul Cages                               | – |
| 8.–9. Woche 2 Wochen | 2                                            | Queen                                        | Innuendo                                     | – |
| 10.–22. Woche 13 Wochen | 13                                           | Marco Masini                                 | Malinconoia                                  | Mit Malinconoia konnte Masini – nach Platz drei der Single Perché lo fai beim Sanremo-Festival – beim Wettbewerb Festivalbar in der Albenkategorie den Sieg holen. |
| 23.–26. Woche 4 Wochen (insgesamt 10) | 10                                           | R.E.M.                                       | Out of Time                                  | – |
| 27. Woche 1 Woche (insgesamt 5) | 5                                            | Gino Paoli                                   | Matto come un gatto                          | – |
| 28.–29. Woche 2 Wochen (insgesamt 10) | 10                                           | R.E.M.                                       | Out of Time                                  | – |
| 30.–33. Woche 4 Wochen (insgesamt 5) | 5                                            | Gino Paoli                                   | Matto come un gatto                          | – |
| 34.–37. Woche 4 Wochen | 4                                            | R.E.M.                                       | Out of Time                                  | – |
| 38.–40. Woche 3 Wochen | 3                                            | Dire Straits                                 | On Every Street                              | – |
| 41.–47. Woche 7 Wochen | 7                                            | Antonello Venditti                           | Benvenuti in paradiso                        | – |
| 48. Woche 1991 – 6. Woche 1992 11 Wochen (insgesamt 12) | 12                                           | Queen                                        | Greatest Hits II                             | – |